# Вършитба
Вършитбата (също вършеене) е процес на отделяне на ядивната част на зърното от люспите и сламата, към които е прикрепена. Тя е една от стъпките за приготвяне на зърното след жътвата и преди пресяването, което разделя зърното от плявата. При вършитбата зърното остава цяло, а продукти като трици, се отделят при смилането на зърното.
Вършеенето може да се постигне чрез удряне на зърното с млатило върху гумно. Друг традиционен начин за вършеене е да се накарат коне, магарета или волове да вървят в кръг върху зърното на твърда повърхност. Съвременен вариант на този метод в някои райони на света е да се разстели зърното по селски път, така че то да се овършее от гумите на преминаващи автомобили.
Ръчната вършитба е трудоемък процес Към края на 18 век, преди механизирането на вършеенето, около 1/4 от селскостопанския труд се отдава за този процес.
Индустриализацията на вършеенето започва в края на 18 век с изобретяването на вършачката. В днешно време, в развитите райони, вършачката обикновено е включена към комбайн, който жъне, вършее и пресява зърното, докато е все още в движение на полето. След това зърното може да се съхранява в хамбар или силоз.
В миналото, обичаят на вършитбата понякога е приеман за празник. В днешно време първоначалната му цел като цяло е изчезнала, макар традицията да е оцеляла в някои общества.
По традиция на Балканите действието на вършитбата се свърза най-вече с помощта на животните, които тъпчат снопове, разположени на гумно около стълб, след което работниците отделят зърната от плевелите и сламата. Другият способ за вършитба, с млатила, може да символизира битки, спорове и войни, което намира отражение и в езика – жаргонно млатя означава бия. Краят на вършитбата обикновено се отбелязва с общо пиршество или угощение, на което основно значение има жертвата на домашните птици или животни. В Северозападна България вършитбата се е завършвала до празника Успение Богородично, в навечерието на който най-големият мъж в семейството нарязва червен петел в чест на „царя“, завързан през това време към стълба в центъра на гумното, където се и консумира.
Технологията на вършеене в миналото включва разстилане на ожънатите снопи, валяне с теглен от селскостопански животни (коне, волове, биволи) валяк, който помага за получаването на по-плътен слой от сноповете и обработка с диканя. По време на вършитбата в хармана диканята се тегли от животни, управлявани от седнал на нея човек. С теглото си той подобрява действието ѝ. След няколко обиколки по постлания с разпръснати снопи харман, нарязаната от кремъците слама се прехвърля с вили („претърсва се“), за да падне от нея зърното, и отново се правят обиколки с диканята. Тази процедура се повтаря 6 – 7 пъти. Накрая, след последното „претърсване“, сламата се събира (обикновено се съхранява за храна на животните). Около хармана винаги се премита, за да не се разпилява зърно. Останалото върху хармана зърно, примесено с остатъци от сламата, се превява ръчно или с машина (веялка), преди да се съхрани.